# Sigurd Odéen
Sigurd Odéen, född den 19 februari 1883 i Jönköping, död den 20 september 1941 i Härnösand, var en svensk jurist. Han var far till Sven-Göran Odéen.
Odéen avlade hovrättsexamen vid Uppsala universitet 1905. Han blev vice häradshövding 1916, tillförordnad revisionssekreterare 1918 och ordinarie revisionssekreterare 1927. Odéen var häradshövding i Ångermanlands södra domsaga från 1929 till sin död. Han var ordförande i poliskollegiet i Västernorrlands län från 1929. Odéen blev riddare av Nordstjärneorden 1927 och kommendör av andra klassen av samma orden 1938.